# Jagdgeschwader 2 „Richthofen“
Das  Jagdgeschwader 2 „Richthofen“ (JG 2)  oder Jagdgeschwader „Freiherr von Richthofen Nr. 2“ war ein Verband der deutschen Luftwaffe im Zweiten Weltkrieg. Das Geschwader war nach Manfred von Richthofen benannt, einem Jagdflieger im Ersten Weltkrieg. Er erzielte als Jagdflieger die höchste Zahl an Luftsiegen und wurde weltweit zu einem der bekanntesten Jagdflieger, an den Filme, Bücher und andere Medien erinnern. Beinamen wie Roter Baron gehen auf seine adlige Abstammung und den roten Signalanstrich seiner Flugzeuge zurück. Aufgrund dieses Ehrennamens waren die Geschwaderangehörigen berechtigt am rechten Unterarm einen Ärmelstreifen mit der Aufschrift „Jagdeschwader Richthofen“ zu tragen.

Auszug aus der Abschussliste des Jagdgeschwaders 2, 1940

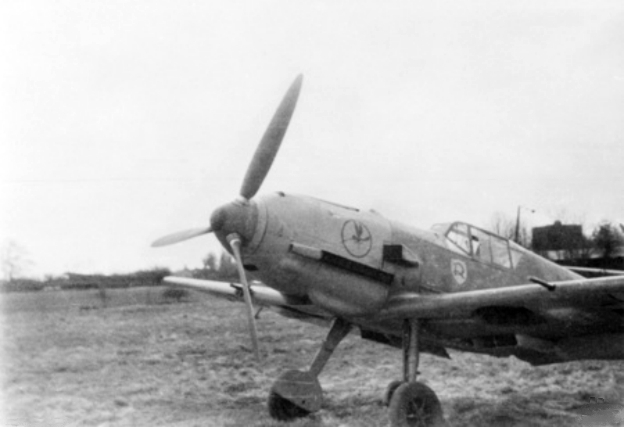
Eine Messerschmitt Bf 109 E der 9. Staffel / JG 2 in Jever, 1941

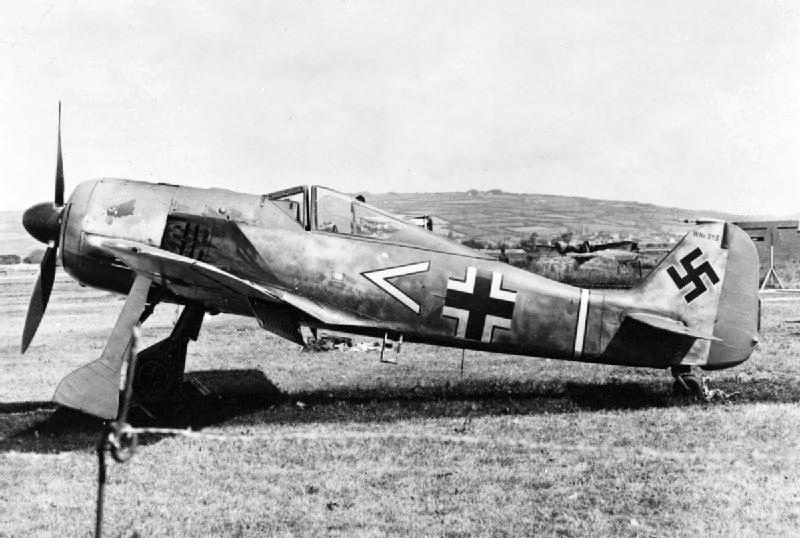
Eine Focke-Wulf Fw 190 A-3 der 11. Staffel / JG 2 nach Notlandung in Großbritannien, 1942

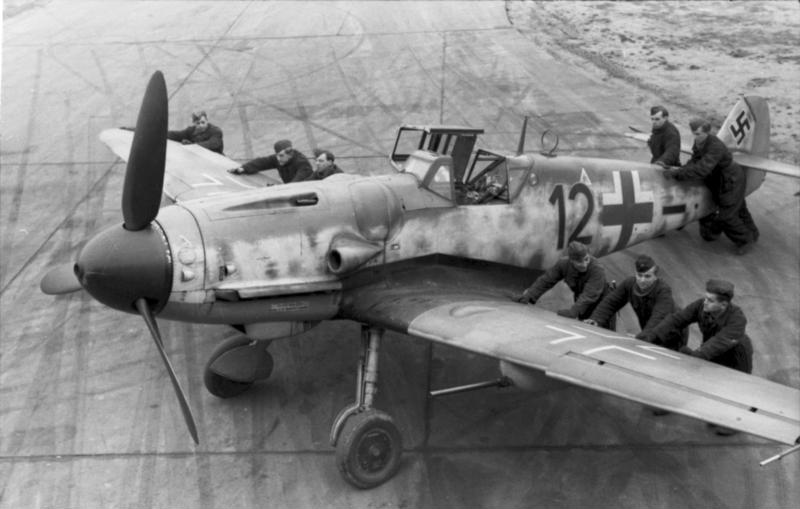
Frankreich – Flugzeugwarte beim Schieben eines Jagdflugzeugs Messerschmitt Bf 109 G-6 (Kennung schwarze 12) des JG 2 auf Flugplatz; Lfl 3

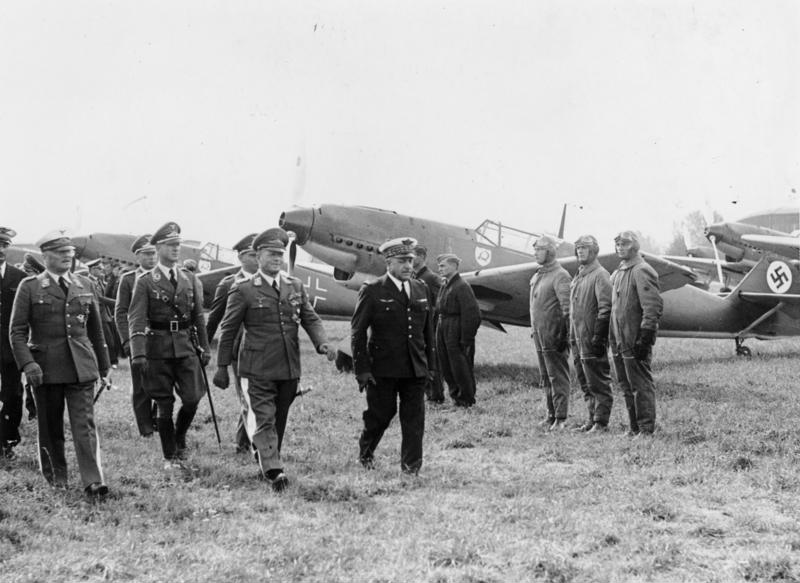
Generalleutnant Hans-Jürgen Stumpff, Staatssekretär im Reichsluftfahrtministerium, General Erhard Milch und General Joseph Vuillemin schreiten die Front des Jagdgeschwaders „Richthofen“ ab

## Geschichte
Am 14. März 1935 erhielt das Fliegergeschwader Döberitz auf Vorschlag von Hermann Göring durch einen Erlass von Adolf Hitler die Bezeichnung „Jagdgeschwader Richthofen“ und war somit die erste Einheit der neu geschaffenen Luftwaffe. Bis zum Kriegsbeginn gab es noch weitere Umbenennungen in „JG 132 Richthofen“ und „JG 131 Richthofen“, bis am 1. Mai 1939 die endgültige Umbenennung in „JG 2 Richthofen“ erfolgte, unter welchem Namen es dann auch am Zweiten Weltkrieg teilnahm.

### Aufstellung
- Die I. Gruppe des Jagdgeschwaders 2 entstand am 1. Mai 1939 in Döberitz durch die Umbenennung der I. Gruppe des Jagdgeschwader 131.
- Die II. Gruppe des Jagdgeschwaders 2 wurde mit Befehl vom 11. Oktober 1939 zum 15. Dezember 1939 in Zerbst aufgestellt. Die Gruppe entstand aus Abgaben der I./JG 2 und der I./JG 3.
- Die III. Gruppe des Jagdgeschwaders 2 wurde mit Befehl vom 11. Oktober 1939 zum 16. März 1940 in Magdeburg aufgestellt. Sie entstand durch Abgaben der I. und II./JG 51.
- Die IV.(N)/JG 2 wurde zum 3. Februar 1940 in Jever aus den bis dahin beim Jagdgeschwader 2 und beim Jagdgeschwader 26 bestehenden Nachtjagdstaffeln und der 10.(NJ)/JG 72 als vollwertige Nachtjagdgruppe aufgestellt.
- Am 1. Oktober 1940 erfolgte der Befehl zur Aufstellung einer Ergänzungsstaffel für das Jagdgeschwader 2. Diese wurde in Octeville stationiert und unterstand dem Stab des Jagdgeschwaders 2. Am 14. Oktober 1940 war die Aufstellung so weit beendet, dass mit dem Ausbildungsbetrieb begonnen werden konnte.
- Mit Befehl vom 10. November 1941 wurde durch das Geschwader eine 13.(Jabo-)Staffel aufgestellt. Diese unterstand direkt dem Stab/JG 2 und wurde in Beaumont-le-Roger stationiert.

### Gliederung
Der Geschwaderstab führte am 10. Januar 1945 die I. bis III. Gruppe die wiederum in Staffeln unterteilt waren. Die 1. bis 4. Staffel gehörte der I. Gruppe, die 5. bis 8. Staffel der II. Gruppe und die die 9. bis 12. Staffel der III. Gruppe an. Jede Staffel, geführt durch einen Staffelkapitän, war in vier Schwärme mit je zwei Rotten zu je zwei Flugzeugen unterteilt. Daraus ergab sich eine Sollstärke der Jagdgruppe von 64 Flugzeugen in den vier Staffeln + 4 Flugzeuge für den Gruppenkommandeur und seinen Stab. Dies ergab bei drei Jagdgruppen eine Sollstärke von 204 Flugzeugen, + 4 Flugzeuge für den Geschwaderkommodore und seinen Stab. Daraus ergab sich eine Sollstärke von 208 Flugzeugen.

### Einsatz im Zweiten Weltkrieg

#### Stab
Nach der Mobilmachung wurde der Stab nach Fürstenwalde verlegt, um von hier den Schutz Berlins zu übernehmen. Am 2. September 1939 kehrte er nach Döberitz zurück, um die gleiche Aufgabe zu erfüllen. Nach Beendigung des Überfalls auf Polen wurde die Gruppe am 2. November 1939 zur Sicherung der Westgrenze nach Frankfurt-Rebstock verlegt.
Bei Beginn des Westfeldzugs war das Geschwader dem Jagdfliegerführer 3 der Luftflotte 3 unterstellt. Es bestand die Aufgabe des Stabes in der Sicherung des Luftraumes über der Heeresgruppe A. Der Einsatzbereich lag über dem gesamten Nordabschnitt der Heeresgruppe A und deren rückwärtigen Raum. Ende Mai 1940 folgten Einsätze über Dünkirchen. Ab dem 5. Juni 1940 unterstützte der Stab den Vormarsch der 6. und 9. Armee in Richtung Somme. Im August 1940 begannen die Angriffe auf Großbritannien. Am 28. August wurde der Stab nach Mardyck verlegt, um von hier aus Begleitschutz zu fliegen. Am 25. September kehrte der Stab nach Beaumont-le-Roger zurück. Das Geschwader flog nun Einsätze im Raum Portland und Southampton. Hinzu kam der Begleitschutz für die Messerschmitt Bf 110 Jagdbomber und für Stuka-Angriffe auf Schiffsziele im Kanal. Anfang Dezember 1940 bestanden die Aufgaben in Platzschutz und Geleitschutz für Kriegs- und Handelsmarine.
Mitte Mai 1941 bekam der Stab die Messerschmitt Bf 109 F-2, die dann Ende Juni durch die Messerschmitt Bf 109 F-4 ersetzt wurde.
Am 8. Februar 1942 wurde der Stab nach Calais-Mareck verlegt. Von hier aus sicherte er die Durchfahrt der Scharnhorst, Gneisenau und Prinz Eugen durch die Kanalenge von Dover bis zur Scheldemündung (Unternehmen Cerberus). Am 14. Februar 1942 kehrte der Stab nach Brest zurück. Im Juni 1942 begann die Umrüstung auf die Focke-Wulf Fw 190A. In Erwartung einer alliierten Landung in Südfrankreich wurde der Stab im Herbst 1942 nach Marseille-Marignane verlegt. Da die Landung nicht erfolgte, zog sich der Stab am 22. November 1942 nach Beaumont-le-Roger zurück.
1943 sicherte der Stab den westfranzösischen Luftraum. Alliierte Bomber griffen am 28. Juni 1943 den Flugplatz Beaumont-le-Roger an. Es gab starke Verluste beim Bodenpersonal. Am 1. Juli 1943 der Stab daraufhin nach Evreux und am 24. September weiter nach Cormeilles verlegt.
Zum Einsatz im Invasionsgebiet wurde der Stab nach Creil verlegt. Nach schweren Verlusten ging es in Etappen zurück bis Nidda, wo er am 25. September 1944 eintraf.

#### I. Gruppe
Die erste Gruppe folgte dem Stab und gelangte somit auch am 2. November 1939 nach Frankfurt-Rebstock.
Die ersten Haupteinsatzgebiete während des Angriffs auf Frankreich waren St. Quentin, Laon, Beauvais und Cambrai. Ende Mai 1940 kamen Calais und Dünkirchen dazu. Am 2. Juni 1940 wurde die Gruppe nach Couvron verlegt. Von hier aus begleitete die Gruppe Kampfflieger in den Bereich von Reims. Ende Juni lag sie in Saint-André-de-l’Eure. Am 27. Juli 1940 wurde die Gruppe nach Beaumont-le-Roger verlegt. Ab August begleitete sie Kampfflugzeuge in Richtung London und war zur freien Jagd über der englischen Südostküste eingesetzt. Vom 1. August bis zum 30. November 1940 konnte die Gruppe 135 Abschüsse erzielen und war somit zu diesem Zeitpunkt die erfolgreichste Jagdgruppe der deutschen Luftwaffe. Am 20. Oktober 1940 wurde die Gruppe nach Mont-de-Marsan in Südwestfrankreich verlegt, von wo aus sie Begleitschutz für den Befehlszug Hitlers und das Gebiet um Hendaye übernahm, wo am 23. Oktober 1940 das Treffen zwischen Hitler und Franco (Konferenz von Hendaye) stattfand. Danach kehrte sie nach Beaumont-le-Roger zurück und flog wieder Einsätze über den Kanal und über England.
Am 8. Juni 1941 wurde die Gruppe nach Brest-Nord verlegt, um den Hafen und die darin liegenden Einheiten der Kriegsmarine zu schützen. Im Sommer wurden Flugzeugführer zur II. und III. Gruppe abgegeben. Nach schweren Luftangriffen auf Brest kamen sie zur I. Gruppe zurück.
Vom 11. bis zum 13. Februar 1942 beteiligte sich die Gruppe am Schutz der Marineeinheiten, die den Kanal passierten. Am 16. Februar 1942 sammelte sich die Gruppe in Haamstede und kehrte am 23. März nach Frankreich zurück. Die neu aufgestellte 1. Staffel erhielt im Juli die Focke-Wulf Fw 190 A. Die restliche Gruppe war bereits seit Juni mit der Fw 190 A-2 und der Fw 190 A-3 ausgerüstet. Im November 1942 wurde die Gruppe nach Marseille-Marignane verlegt.
Am Anfang des Jahres bestand die Aufgabe der Gruppe in der Gewährung des Jagdschutzes an der französischen Mittelmeerküste. Als am 4. Januar 1943 die Gruppe nach Tricqueville verlegt wurde, begann ihre Aufteilung. Die 1. Staffel blieb in Marseille. Sie wurde durch die 11. Staffel ersetzt, die später in die 4. Staffel umbenannt wurde. Im März wurde dann die 1. Staffel in die Bretagne verlegt. Im Juli 1943 wurde die 2. Staffel in Tours in Instrumenten- und Nachtflug geschult und anschließend in der Nachtjagd eingesetzt.
Im Januar 1944 traf die Gruppe, aus Nordfrankreich (Conches und Saint-André-de-l'Eure) kommend, in Aix-les Milles in Südfrankreich wieder zusammen. Am 20. Februar 1944 wurde die Gruppe nach Piacenca verlegt, musste aber bereits am 25. Februar 1944 wegen Überbelegung des Platzes nach Castiglione del Lago umziehen. Von hier aus flog sie Einsätze im Bereich Anzio und Nettuno. Am 8. April 1944 kehrte sie nach Aix-les Milles zurück, um am 12. Mai in den Nordosten von Frankreich nach Cormeilles verlegt zu werden. Nach Beginn der Invasion in der Normandie wurde die Gruppe nach Creil verlegt. Bei den Kämpfen in der Normandie erlitt sie so starke Verluste, dass sie am 13. Juli nach Husum zurückgezogen wurde. Hier erfolgte eine Auffrischung mit der Focke-Wulf Fw 190 A-8/R2 und R6. Bereits im August erfolgte die Verlegung nach St. Trond.
Am 1. Januar 1945 beteiligte sich die Gruppe vom Fliegerhorst Merzhausen an dem Unternehmen „Bodenplatte“.

#### II. Gruppe
Nach ihrer Einsatzbereitschaft übernahm die Gruppe den Schutz des mitteldeutschen Industriegebiets. Am 11. März 1940 wurde sie nach Nordholz verlegt. Nach weiteren Verlegungen beteiligte sie sich am Westfeldzug. Am 23. Juli wurde die Gruppe nach Beaumont-le-Roger verlegt und sie operierte von Ende August bis Ende September von Mardyck aus. Bis Ende des Jahres 1940 arbeitete sie mit der I. Gruppe zusammen. Ende April 1941 erhielt die Gruppe die Messerschmitt Bf 109 F-2.
Auch die II. Gruppe beteiligte sich am Schutz der Marineeinheiten beim Kanaldurchbruch. Im März 1942 begann die Umrüstung auf die Focke-Wulf Fw 190 A-2 und war im April abgeschlossen. Am 17. November 1942 wurde die Gruppe nach San Pietro auf Sizilien verlegt. Von hier aus sollte sie Jagdschutz für Geleitzüge von und nach Tunesien übernehmen. Bereits am 20. November wurde sie jedoch weiter nach Bizerta verlegt.
Mitte März kam die Gruppe nach Frankreich zurück. Die Gruppe gab in Poix-Nord liegend ihre Focke-Wulf Fw 190 ab und erhielt dafür die Messerschmitt Bf 109 G. Am 1. Juli 1943 erhielt die Gruppe eine weitere Staffel, die sie als 12. Staffel eingliederte. Ab August 1943 wurde die Gruppe vorwiegend zur Bekämpfung von viermotorigen Bombern eingesetzt, sie erlitt dabei erhebliche Verluste.
Nach Beginn der alliierten Invasion wurde die Gruppe von Creil aus eingesetzt. Am 4. September verließ die Gruppe Frankreich und zog nach Frankfurt-Eschborn um. Von dort aus wurde sie am 25. September 1944 nach Nidda verlegt.
Am 1. Januar 1945 nahm die Gruppe mit 20 Flugzeugen am Unternehmen Bodenplatte teil.

#### III. Gruppe
Nach ihrer Aufstellung im Jahr 1940 erfüllte die Gruppe für den Rest des Jahres die gleichen Aufgaben wie die I. Gruppe, wobei sie mehrere Monate in Saint-Pol-Brias lag. Im Winterhalbjahr 1940/41 lag sie in Bernay-Valailles.
Im April 1941 erhielt die Gruppe die ersten Messerschmitt Bf 109 F. Sie flog von Rocquancourt aus Sperr- und Überwachungsflüge über dem französischen Küstengebiet. Am 17. November 1941 wurde sie nach Theville verlegt. Sie war für den Jagdschutz über der Halbinsel Cotentin und über der Normandie zuständig.
Im Februar 1942 unterstützte die III. Gruppe gemeinsam mit dem Rest des Geschwaders den Kanaldurchbruch vom Fliegerhorst Coxyde aus. Im Mai 1942 rüstete die Gruppe auf die Focke-Wulf Fw 190 um. Ab August 1942 wurde die 8. Staffel nach Brest verlegt, um sie vor Lorient und St. Nazaire zum Schutz der U-Boote einzusetzen. Am 6. September verlegten die beiden anderen Staffeln nach Poix, um näher an den alliierten Einflugschneisen zu liegen.
Nach einem kurzen Aufenthalt in Südfrankreich wurden sie am 22. November 1942 nach Vannes in der Bretagne verlegt. Hier wurde die III. Gruppe zur Sicherung der U-Boote vor der französischen Küste und gegen viermotorige Bomberverbände eingesetzt und erhielt im September 1943 eine vierte Staffel. Von Ende November 1943 bis Mitte Mai 1944 waren dann drei Staffeln in Cormeilles während eine in der Bretagne (in Gaël) verblieb. Sie lag dann komplett für wenige Wochen in Fontenay-le-Comte und mit Beginn der alliierten Invasion in der Normandie verlegte sie nach Creil.
Nach schweren Verlusten über der Normandie wurde die Gruppe im August 1944 zur Auffrischung nach Königsberg verlegt. Nach erfolgter Auffrischung im Oktober 1944 blieb sie im Reichsgebiet und war zum Ende des Jahres in Ettinghausen stationiert.
Bei der Teilnahme am Unternehmen „Bodenplatte“ griff die Gruppe den alliierten Flugplatz Sint-Truiden an. Sie erlitt dabei schwere Verluste.

#### IV. (N)
Bei der Aufstellung am 3. Februar 1940 war die Gruppe mit der Messerschmitt BF 109 D und der Arado Ar 68 ausgerüstet. Die drei Staffeln waren im Bereich der Deutschen Bucht verteilt. Ein Schwarm der 12. Staffel, der in Mannheim-Sandhofen geblieben war, erzielte am 21. April 1940 bei Crailsheim den ersten Nachtjagdsieg der Luftwaffe. Am 23. und 24. April 1940 wurde die 11. und 12. Staffel nach Aalborg verlegt. Im Laufe des Aprils 1940 gab die Gruppe ihre Arado Ar 68 an Schuleinheiten ab. Am 5. Mai 1940 erfolgte die Weiterverlegung der 11. und 12. Staffel nach Trondheim. Bei Beginn des Westfeldzugs befanden sich die 10. und 11. Staffel in Deutschland. Die 12. Staffel war weiterhin in Norwegen. Ende Juni befand sich die gesamte Gruppe in Mönchengladbach. Nachdem sie dort die Messerschmitt Bf 109 E erhalten hatte, wurde sie zur III. Gruppe des Nachtjagdgeschwaders 1.

#### Ergänzungsgruppe
Nach ihrer Aufstellung war die erste Ergänzungsstaffel in Octeville stationiert.
Ab Ende März 1941 gab es zwei Ergänzungsstaffeln. Die 1. Staffel wurde zur Einsatzstaffel, während die 2. Staffel als Schulstaffel neu aufgestellt wurde. Nach Einsätzen in Frankreich wurde die 1. Staffel am 25. November 1941 nach Döberitz verlegt.

### Auflösung
- Die I. Gruppe lag bis April 1945 in Merzhausen, wo sie schließlich aufgelöst wurde.
- Die II. Gruppe lag bis April 1945 in Nidda, wo sie schließlich aufgelöst wurde.
- Die III. Gruppe lag bis April 1945 in Ettinghausen, wo sie schließlich aufgelöst wurde.
- Der Stab / JG 2 lag zu Jahresbeginn 1945 in Nidda. Aber nach dem Scheitern der Ardennen-Offensive räumte der Stab im März 1945 den Platz Nidda und zog sich über Mitteldeutschland und Nordböhmen in das Gebiet östlich von München zurück, wo er sich im Zuge der bedingungslosen Kapitulation der Wehrmacht schließlich auflöste.

## Kommandeure

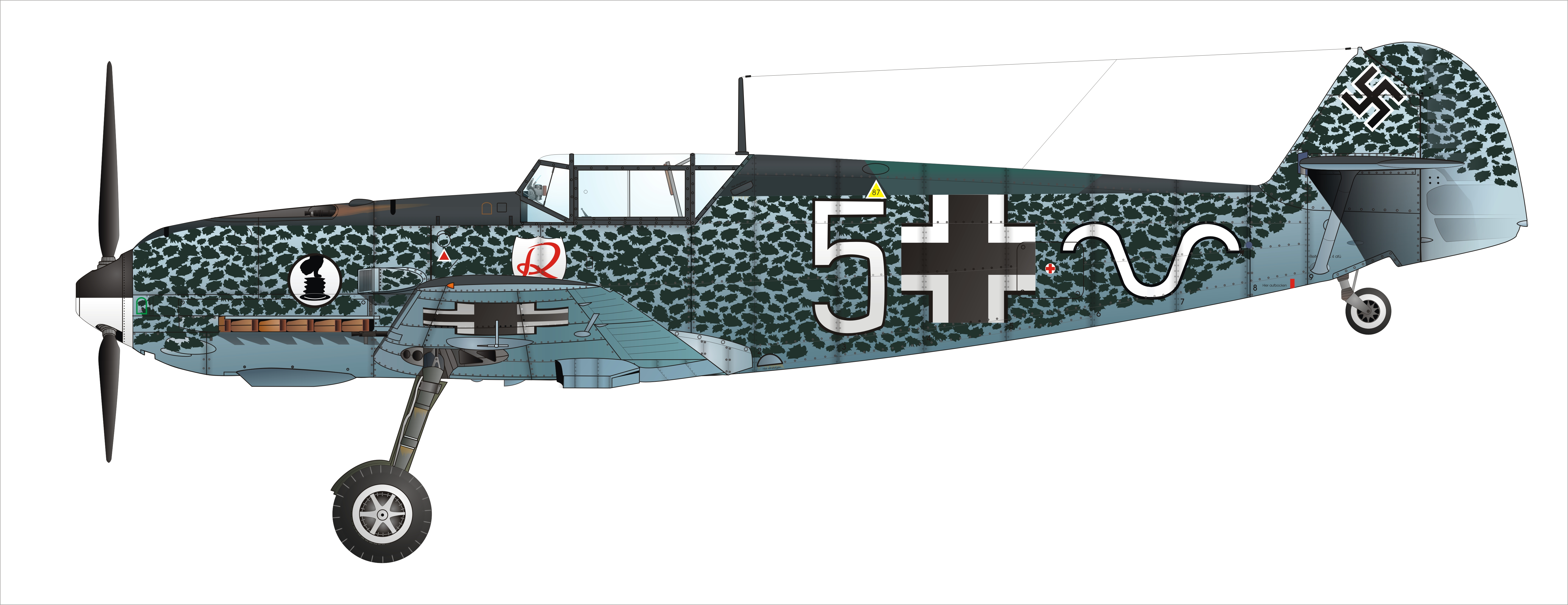
Messerschmitt Bf 109 E-3, III./JG 2, Frankreich 1940

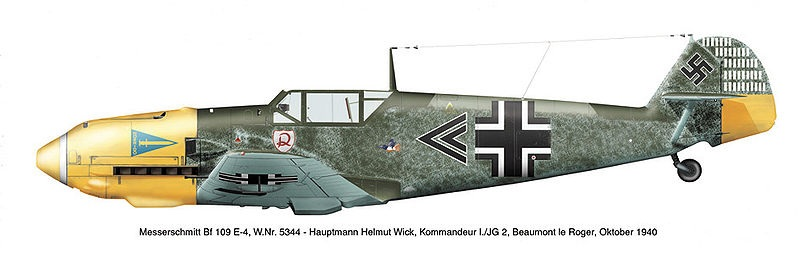
Messerschmitt Bf 109 E-4, Werksnr. 5344, I./JG 2, Helmut Wick, Frankreich 1940

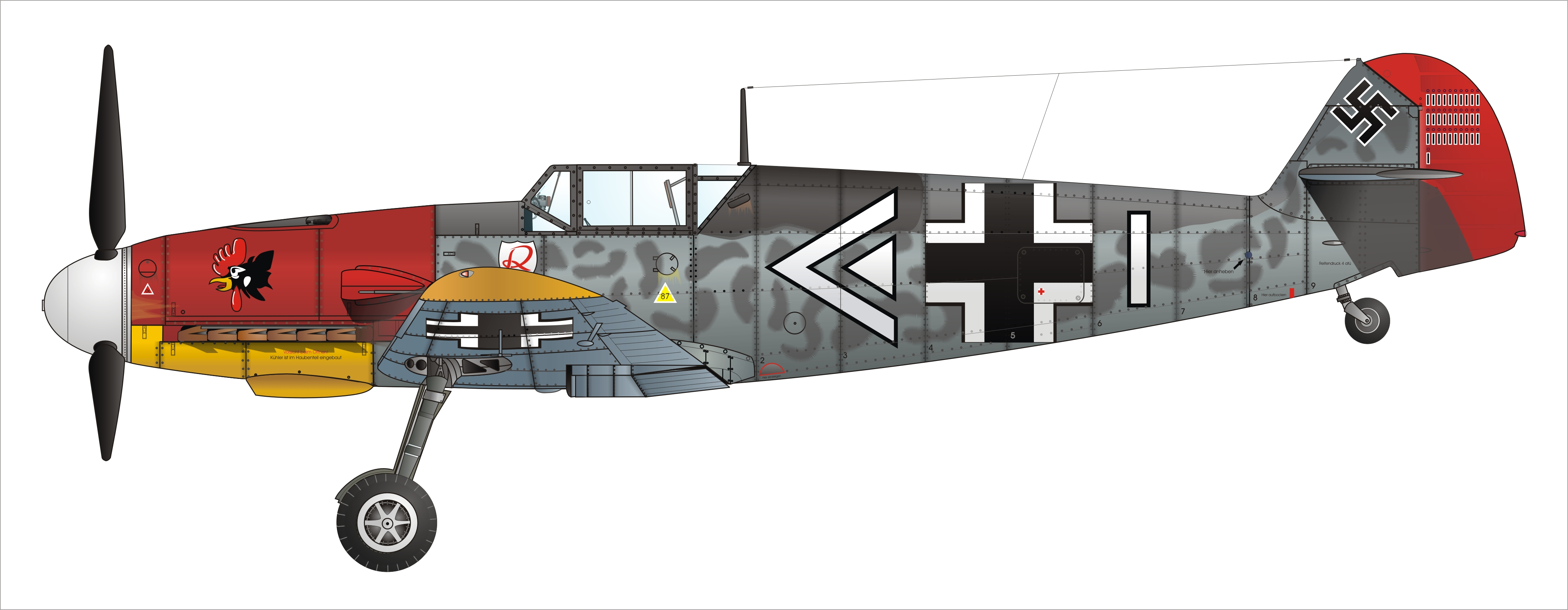
Messerschmitt Bf 109 F-2, III./JG 2, Hans Hahn, Frankreich 1941

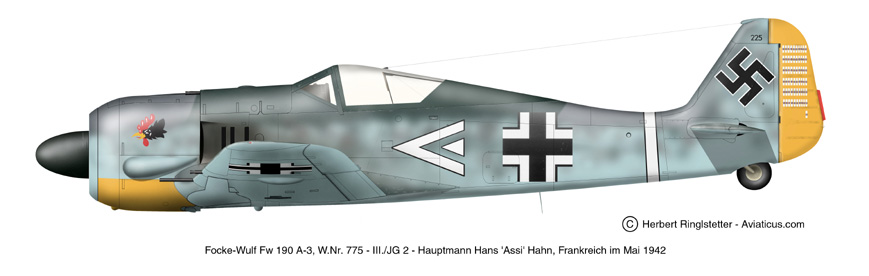
Focke-Wulf Fw 190 A-3, III./JG 2, Hans Hahn, Frankreich 1942

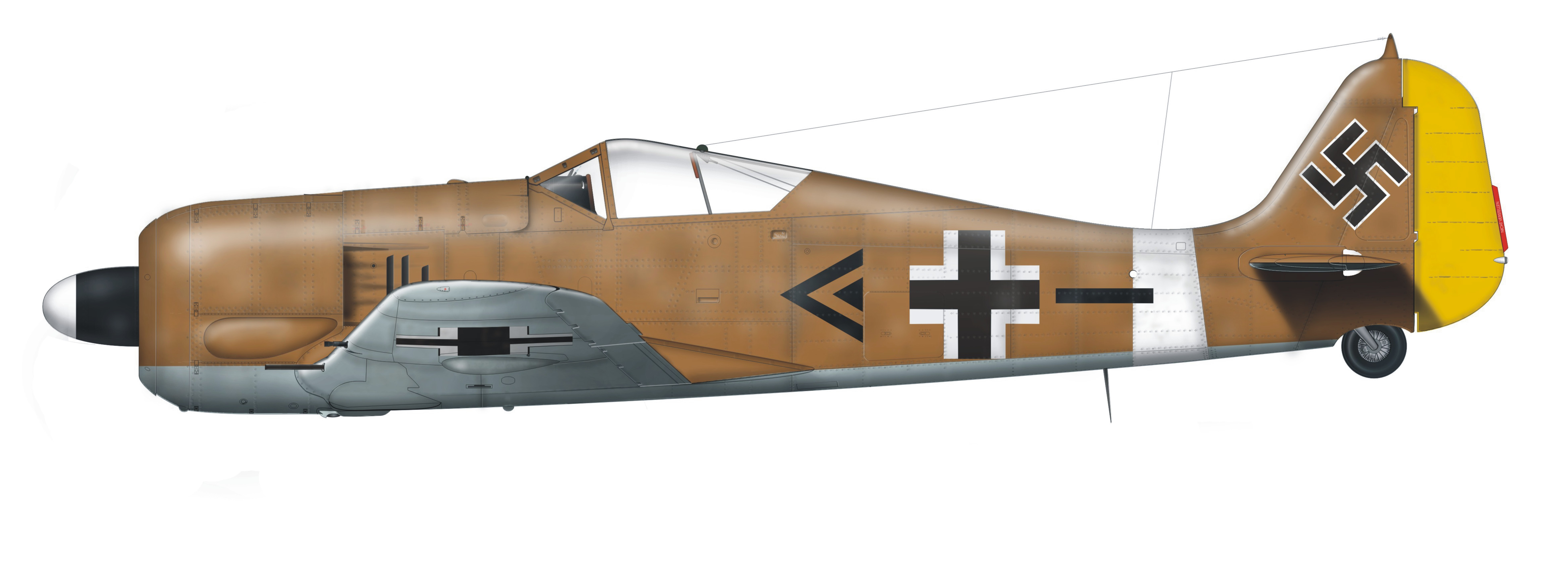
Focke-Wulf Fw 190 A-4 der II./JG 2, Adolf Dickfeld, Tunesien 1943

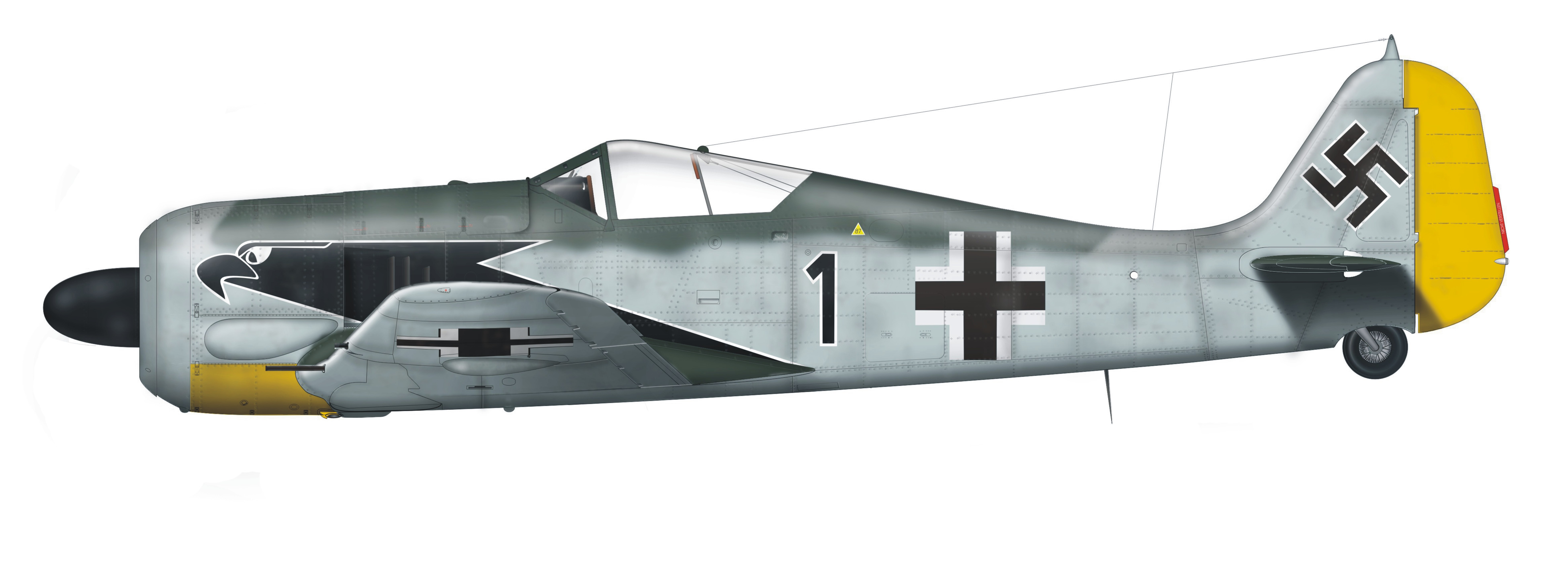
Focke-Wulf Fw 190 A-4 der I./JG 2, Olt. Hanning, Frühjahr 1943

### Geschwaderkommodore
- Oberstleutnant Gerd von Massow, 1. Mai 1939
- Oberstleutnant Harry von Bülow-Bothkamp, April 1940
- Major Wolfgang Schellmann, 3. September 1940
- Major Helmut Wick, 20. Oktober 1940
- Hauptmann Karl-Heinz Greisert, 29. November 1940
- Major Wilhelm Balthasar, 16. Februar 1941
- Oberstleutnant Walter Oesau, Juli 1941
- Major Egon Mayer, 1. Juli 1943
- Major Kurt Ubben, 2. März 1944
- Oberstleutnant Kurt Bühligen, 28. April 1944

### Gruppenkommandeure
I. Gruppe
- Hauptmann Roth
- Hauptmann Henning Strümpell 29. Mai 1940
- Hauptmann Günther Seegert
- Hauptmann Helmut Wick, 7. September 1940
- Hauptmann Karl-Heinz Krahl, 20. Oktober 1940
- Hauptmann Ignaz Prestele, 20. November 1941
- Hauptmann Erich Leie, 4. Mai 1942
- Hauptmann Erich Hohagen, Januar 1943
- Hauptmann Franz Hrdlicka, August 1944
- Major Walter Matoni
- Hauptmann Franz Hrdlicka, Januar 1945
- Oberleutnant Heinz Eichhoff, 26. März 1945

II. Gruppe
- Hauptmann Wolfgang Schellmann, 1. November 1939
- Hauptmann Gerlach, 3. September 1940
- Hauptmann Karl-Heinz Greisert
- Hauptmann Bolz, Mai 1942
- Oberleutnant Adolf Dickfeld, November 1942
- Hauptmann Kurt Bühligen, 1. September 1943
- Hauptmann Georg Schroder
- Major Walter Matoni, Januar 1945
- Hauptmann Fritz Karch, Februar 1945

III. Gruppe
- Hauptmann Dr. Erich Mix, 15. März 1940
- Hauptmann Otto Bertram, 26. September 1940
- Hauptmann Hans Hahn, Oktober 1940
- Hauptmann Egon Mayer, November 1942
- Hauptmann Bruno Stolle, 1. Juli 1943
- Hauptmann Herbert Huppertz, Februar 1944
- Hauptmann Josef Wurmheller, 8. Juni 1944
- Hauptmann Siegfried Lemke, 23. Juni 1944

IV. (N)
- Hauptmann Blumensaat, Oktober 1939

## Bekannte Geschwaderangehörige
- Otto Bertram (1916–1987), war ab 1966, als Oberstleutnant der Luftwaffe der Bundeswehr, Luftwaffenattaché in Belgien und Luxemburg
- Heinrich von Einsiedel (1921–2007), war von 1994 bis 1998 für die PDS Mitglied des Deutschen Bundestages
- Hans Eisen (1922–2002), war ein Brigadegeneral der Luftwaffe der Bundeswehr
- Gerhard Limberg (1920–2006), war von 1974 bis 1978 Inspekteur der Luftwaffe
- Anton Mader (1913–1984), war ein Brigadier des österreichischen Bundesheeres
- Julius Meimberg (1917–2012), war ein Erfinder im Bereich der Textilindustrie
- Erich Mix (1898–1971), war von 1954 bis 1960 Oberbürgermeister von Wiesbaden
- Erich Rudorffer (1917–2016), war der letzte lebende Träger des Ritterkreuzes mit Eichenlaub und Schwertern.
- Johannes Steinhoff (1913–1994), war von 1966 bis 1970 Inspekteur der Luftwaffe
- Henning Strümpell (1912–2003), war ein Brigadegeneral der Luftwaffe der Bundeswehr und Protagonist des Dokumentarfilms Unversöhnliche Erinnerungen der Regisseure Klaus Volkenborn, Johann Feindt und Karl Siebig
- Herbert Wehnelt (1918–2007), war von 1971 bis 1974 als Generalleutnant Befehlshaber des Luftwaffenführungskommando

## Sonstiges
Seit dem 21. April 1961 trug das Jagdgeschwader 71, eines der vier Traditionsgeschwader der Luftwaffe der Bundeswehr, den Traditionsnamen „Richthofen“. Dieser wurde am 1. Oktober 2013 an die aus dem Jagdgeschwader 71 entstandene Taktische Luftwaffengruppe „Richthofen“ weitergegeben, die jedoch mittlerweile wieder zum Geschwader aufgewachsen ist.